# Dušan Bogdanović
Dušan Bogdanović (in serbo: Душан Богдановић; Belgrado, 1955) è un chitarrista e compositore serbo naturalizzato statunitense.

## Vita e carriera
Dušan Bogdanović è un chitarrista classico e compositore che si caratterizza per una grande versatilità e che ha esplorato numerosi generi musicali oltre alla musica classica, come il jazz e la musica etnica. Da queste esperienze multiformi, che comprendono sia l'attività di esecuzione che di registrazione e il lavoro con gruppi da camera, nasce uno stile particolare in cui egli sintetizza più matrici stilistiche. Sia come solista che in gruppo si è esibito negli Stati Uniti, in Europa e in Asia. Ha fatto parte del Trio De Falla; un Duo di clavicembalo e chitarra con Elaine Comparone; ha lavorato con diversi jazzisti tra cui Anthony Cox, James Newton, Milcho Leviev, Charlie Haden, Miroslav Tadic, Arto Tunçboyacıyan e Bruce Arnold ed altri.
Bogdanović ha insegnato presso la University of Southern California, il San Francisco Conservatory of Music e presso la Haute Ecole de Musique de Genève.

## Registrazioni
Le registrazioni di Dušan Bogdanović comprendono circa venti album, non solo per chitarra, ma anche per pianoforte (su Intuition, Doberman, Ess.a.y, M.A. Recordings, GSP e altre etichette), che vanno dalle Sonate Trio di Bach ad opere contemporanee, fino al repertorio jazzistico ed etnico. Oltre un centinaio delle sue composizioni sono pubblicate dalle Edizioni Bèrben (Italia), Doberman-Yppan (Canada) e le pubblicazioni Guitar Solo (San Francisco).

## Discografia parziale
- Worlds, M.A (1989)
- Keys to Talk By, M.A (1992)
- Bach with Pluck! ESS.A.Y  (1992)
- Levantine Tales, M.A (1992)
- Bach with Pluck! Vol. 2, ESS.A.Y (1994)
- In the Midst of Winds, (1994)
- Mysterious Habitats, Guitar Solo Publications, (1995)
- Unconscious in Brazil, Guitar Solo Publications (1999)
- Yano Mori, Intuition (1999)
- Canticles, Editions Doberman (2001)
- Early to Rise, Quicksilver(2003)
- And Yet..., Editions Doberman (2005)
- Winter Tale, Editions Doberman (2008)
- Look at the Big Birds, Carmen Alvarez, Francisco Bernier, Contrastes (2014)
- En la tierra, Editions Doberman (2015)
- Bogdanovic: Guitar Music, Angelo Marchese, Brilliant Classics (2015)

## Lista parziale dei lavori
Chitarra sola
- Sonata no.1 (1978), Berben 2445
- Cinq Miniatures Printanieres (1979), Berben 2308
- Jazz Sonata (1982), Guitar Solo Publications 44
- Introduction, Passacaglia and Fugue for the Golden Flower (1985), Berben 3015
- Sonata no.2, (1985), Berben 2581
- Polyrhythmic and Polymetric Studies, (1990), Berben 3320
- Raguette no.2, (1991), Berben 3601
- Six Balkan Miniatures (1991), Guitar Solo Publications 79
- Mysterious Habitats (1994), Guitar Solo Publications 131
- In Winter Garden (1996), Guitar Solo Publications 163
- Three African Sketches (1996), Guitar Solo Publications 195
- Book of the Unknown Standards (1997), Doberman 267
- Three Ricercars (1998), Doberman 258
- Triptico en Omenaje a Garcia Lorca (2002), Doberman 532
- Hymn to the Muse (2003), Doberman 525
- Fantasia (hommage a Maurice Ohana) (2009), Doberman 697

Musica da camera con Chitarra
- Sonata Fantasia, 2 guitars (1990–91), Berben 3501
- No Feathers on This Frog, 2 guitars (1990), Doberman 300
- Canticles, 2 guitars (1998), Doberman 281
- Tres Nubes, 2 guitars (2004), Doberman 488
- Tombeau de Purcell, 2 guitars (2004), Doberman 504
- Trio, 3 prepared guitars (1989), Doberman 675
- Pastorale, 3 guitars (1991), Guitar Solo Publications 190
- Lyric Quartet, 4 guitars (1993), Berben 3669
- Introduction and Dance, 4 guitars (1995), Doberman 278
- Codex XV, 4 guitars or guitar ensemble (1998), Doberman 263
- The Snow Queen (A Musical Fairy Tale after H. C. Andersen), guitar ensemble (7) and narrator (2008), Doberman 669
- Pure Land, voice, flute and guitar (poetry by Patricia Capetola) (1981) Doberman 681
- Crow, voice, flute, guitar and bass (poetry by Ted Hughes) (1990), Doberman 269
- Five Songs on poetry by Gabriela Mistral, voice and guitar (1991), Doberman 318
- Metamorphoses, harp and guitar (1993), Berben 3777
- Like a String of Jade Jewels (Six Native American Songs), voice and guitar (1994), Doberman 306
- Do the Dead Know What Time it is? (poetry by Kenneth Patchen), voice and guitar (1996), Doberman 296
- And Yet...., flute, koto and guitar (flute and 2 guitars) (1997), Doberman 236
- Sevdalinka, 2 guitars and string quartet (1999), Doberman 406
- Byzantine Theme and Variations, guitar and string quartet (2002), Doberman 453
- Games, (poetry by Vasko Popa), voice, flute, guitar, bass and percussion (2) (2002), Doberman 465

Chitarra e Orchestra
- Concerto, guitar and string orchestra (1979), Doberman 400
- Prayers, 2 guitars and string orchestra (2005), Doberman 570
- Kaleidoscope, concerto for guitar and chamber ensemble (2008), Doberman 659
- No Feathers on This Frog, 2 guitars and symphonic orchestra (1990), Doberman 694
- Silence for guitar and orchestra (2015), Doberman 991

Miscellanea
- Six Illuminations, piano (1994), Berben 3778
- Cantilena and Fantasia, piano (1995), Doberman 357
- Do the Dead Know What Time it is? (poetry by Kenneth Patchen), voice, flute, cello and piano (1996), Singidunum Music
- Balkan Mosaic, oboe, flute, violin, cello, keyboards and percussion (2000), Doberman 364
- Three Obfuscations, piano (2001), Doberman 397
- To Where Does The One Return?, 7 non- specified percussion instruments,(2001), Doberman 296
- Over The Face of The Water, piano 4 hands (2003), Singidunum Music
- Codex XV, string orchestra (2004), Doberman 486

## Studi critici e accademici
- Kishimine, Hiroshi. A Close Look Into the Diverse World of Dusan Bogdanovic; discovering influences through analyses of selected solo guitar works. DMA diss., Shenandoah Conservatory, Virginia, 2007.
- Yen, Ruey Shyang, Exoticism in Modern Guitar Music: works of Carlo Domeniconi; Ravi Shankar; Benjamin Britten; Dusan Bogdanovic. DMA diss. Arizona State University, 1996.
- Curry, Jane, Balkan ecumene and synthesis in selected compositions for classical guitar by Bogdanovič, Mamangakis and Ian Krouse D.M.A. diss.Arizona State University 2010, 89 pages ; AAT 3434345
- Hong Chu Tee, Modern Classical Guitar its use of Scordatura: a Historical Background and its Exploration from the Late Twentieth Century to the Present, A Dissertation submitted in partial fulfilment of the requirements of University of Glamorgan for the degree of MMus, 2012, pages 50–56
- Morey II, Michael J., A Pedagogical and Analytical Study of Dušan Bogdanović’s Polyrhythmic and Polymetric Studies for Guitar, diss. D.M.A., University of North Texas,2011
- García Álvarez, Ma. Carmen. "Dusan Bogdanovic (Serbia 1955 -) Eclecticismo musical en su obra para guitarra". Andalucía educa, no. 109. (Julio 2013) p. 8-9.
- Samuele Benvenuti," Jazz Sonata di Dusan Bogdanovic contestualizzazione e spunti analitici,"Università degli studi di Pavia, Laurea in musicologia, 2013-2014
- Clarysse Silke, Dušan Bogdanović, een componist in dialoog met de wereld ; Etnologische invloeden op “Six Balkan Miniatures”, “3 African Sketches” en op het oeuvre van Dušan Bogdanović in het algemeen.  D. M. A., Leuven University College of Arts, 2014